# Jerry Mateparae
Sir Jeremiah "Jerry" Mateparae (14. studenog, 1954.) je 20. generalni guverner Novog Zelanda. Bio je načelnik novozelandskih obrambenih snaga između 2006. i 2011. godine, prva osoba maorskog podrijetla koja je bila direktor Zavoda za sigurnost od 7. veljače 2011. do 1. srpnja 2011.
Njegovo imenovanje guvernerom objavljeno je 8. ožujka 2011., a preuzeo je dužnost 31. kolovoza 2011.
Funkciju je obavljao do 31. kolovoza 2016., a za njegovu nasljednicu je određena Patsy Reddy.

## Privatni život
Rođen je u gradu Wanganui, potomak je maorskih plemena Ngāti Tūwharetoa i Ngāti Kahungunu. Ima troje djece sa svojom prvom suprugom Raewynne, koja je umrla u 1990., a dvoje djece sa svojom drugom suprugom Janine.

## Vojna karijera
Svoju vojnu karijeru započeo je u lipnju 1972. godine. U prosincu 1976. diplomirao je kao službenik u Kadetskoj školi Portsea u Australiji. Bio je zapovjednik voda u Singapuru 1979. Sudjelovao je u dvjema mirovnim misijama u Libanonu i Istočnom Timoru. U veljači 2002., Mateparae je unaprijeđen u general bojnika i postao načelnik Glavnog stožera. naslov je promijenjen sredinom 2002. u načelnika vojske. 1. svibnja 2006 promaknut je general pukovnika i preuzeo imenovanja načelnika obrambenih snaga.
Dana 26. kolovoza 2010., premijer John Key je najavio imenovanje Mateparae kao direktora vladinog Zavoda za sigurnost (GCSB). Mateparae imenovan je na rok od pet godina, počevši od 7. veljače 2011., ali odstupio je 1. srpnja 2011. godine.

## Generalni guverner
Dana 8. ožujka 2011, premijer John Key je najavio prijedlog da će Mateparae biti sljedeći Generalni guverner Novog Zelanda. . Kraljica Novog Zelanda je potvrdila prijedlog kasnije toga dana. U 31. kolovoz 2011. je položio prisegu kao guverner Opće uprava za petogodišnji mandat. Dana 31. kolovoza 2016. je odstupio svoju dužnost generala guvarnera pa ga je naslijedila Patsy Reddy.